# Dirk Bellemakers
Dirk Bellemakers est un coureur cycliste néerlandais né le 19 janvier 1984 à Luyksgestel, passé professionnel en 2008.

## Palmarès
- 2006
  - Meeùs Race Lierop
  - 2e de l'Arno Wallaard Memorial
- 2008
  - Stadsprijs Geraardsbergen
- 2011
  - Ruddervoorde Koerse

## Résultats sur les grands tours

### Tour d'Italie
1 participation 
- 2013 : 111e

## Classements mondiaux
| Année           | 2009 | 2010 | 2011 | 2012 |
| --------------- | ---- | ---- | ---- | ---- |
| UCI Europe Tour | 872e | 503e | 943e | 900e |